# Zarośloszczur
Zarośloszczur (Thamnomys) – rodzaj ssaków z podrodziny myszy (Murinae) w obrębie rodziny myszowatych (Muridae).

## Rozmieszczenie geograficzne
Rodzaj obejmuje gatunki występujące w Afryce.

## Morfologia
Długość ciała (bez ogona) 109–173 mm, długość ogona 140–226 mm, długość ucha 12–26 mm, długość tylnej stopy 22–32 mm; masa ciała 31–108 g.

## Systematyka
Rodzaj (w randze podrodzaju w obrębie Epimys) zdefiniował w 1907 roku angielski zoolog Oldfield Thomas w artykule zatytułowanym O kolejnych nowych ssakach pozyskanych przez Ekspedycję Ruwenzori, opublikowanym w czasopiśmie „The Annals and magazine of natural history”. Gatunkiem typowym jest (oryginalne oznaczenie) zarośloszczur powabny (T. venustus).

### Etymologia
Thamnomys: gr. θαμνος thamnos ‘krzak, krzew’; μυς mus, μυος muos ‘mysz’.

### Podział systematyczny
Taksony poensis i kuru we wcześniejszych ujęciach systematycznych umieszczane były w rodzaju Grammomys, do rodzaju Thamnomys zostały przeniesione na podstawie analizy filogenetycznej przeprowadzonej w 2021 roku. W takim ujęciu do rodzaju należą następujące gatunki:
| Grafika | Gatunek               | Autor i rok opisu           | Nazwa zwyczajowa         | Podgatunki         | Rozmieszczenie geograficzne | Podstawowe wymiary                                | Status IUCN |
| ------- | --------------------- | --------------------------- | ------------------------ | ------------------ | --- | ------------------------------------------------- | ----------- |
|         | Thamnomys poensis     | Eisentraut, 1965            | krzewoszczurek lśniący   | gatunek monotypowy | góra Nimba (południowo-zachodnia Gwinea), od południowo-wschodniej Liberii do Togo, południowo-zachodniej Nigerii, od Kamerunu przez Kotlinę Konga na południe do północnej Angoli, również wyspa Bioko (Gwinea Równikowa) | DC: 11,2–14,7 cm DO: 16,3–20 cm MC: 55–92 g       | NE          |
|         | Thamnomys kuru        | O. Thomas & Wroughton, 1907 | krzewoszczurek dżunglowy | gatunek monotypowy | północno-wschodnia część Kotliny Konga (północno-wschodnia Demokratyczna Republika Konga) do zachodniej Ugandy, Rwandy i Burundi                                                                                           | DC: 10,9–14,5 cm DO: 14–17,2 cm MC: 31–60 g       | LC          |
|         | Thamnomys kempi       | Dollman, 1911               | zarośloszczur górski     | gatunek monotypowy | obszar jeziora Kiwu w Wielkim Rowie Zachodnim (wschodnia Demokratyczna Republika Konga, Rwanda i Burundi); zakres wysokości: 1800–3900 m n.p.m.                                                                            | DC: 13–17,3 cm DO: 17–23 cm MC: 62–108 g          | VU          |
|         | Thamnomys major       | Hatt, 1934                  | zarośloszczur duży       | gatunek monotypowy | endemit Demokratycznej Republiki Konga: znany tylko z północnego zbocza góry Karisimbi (wulkany Nyiragongo); zakres wysokości: około 3600 m n.p.m.                                                                         | DC: około 15,6 cm DO: około 20 cm MC: brak danych | NE          |
|         | Thamnomys schoutedeni | Hatt, 1934                  | zarośloszczur kongijski  | gatunek monotypowy | endemit Demokratycznej Republiki Konga: znany tylko z Medje (Las Równikowy Ituri) i Irangi; zakres wysokości: 800–1450 m n.p.m.                                                                                            | DC: 11,4–12,2 cm DO: 17,1–20 cm MC: 40–50 g       | DD          |
|         | Thamnomys venustus    | O. Thomas, 1907             | zarośloszczur powabny    | gatunek monotypowy | kilka miejsc w pobliżu jezior Alberta i Kiwu (Wielki Rów Zachodni) we wschodniej Demokratycznej Republice Konga i Ugandzie; zakres wysokości: 1800–3000 m n.p.m.                                                           | DC: 14–16 cm DO: 18,3–21 cm MC: 59–70 g           | LC          |

Kategorie IUCN:  LC  – gatunek najmniejszej troski,  VU  – gatunek narażony,  DD  – gatunki o nieokreślonym stopniu zagrożenia;  NE  – gatunki niepoddane jeszcze ocenie.